# مارسیو گستیرا دا سیلوا
مارسیو گستیرا دا سیلوا (به پرتغالی: Márcio Gesteira da Silva) مهاجم اهل برزیل است که در شهر ریودو ژانیرو و در تاریخ ۲ مهٔ ۱۹۸۳ به دنیا آمده‌است.
مارسیو گستیرا دا سیلوا در تیم‌های فوتبال Boca Júnior (Brazil) سابقهٔ حضور دارد.